# Кулёв, Фридрих Григорьевич
Фридрих Григорьевич Кулёв (род. 10 февраля 1941, СССР) — советский, российский актёр, артист драмы. Народный артист Республики Марий Эл (1998). С 1971 года в труппе Академического русского театра драмы имени Георгия Константинова в г. Йошкар-Оле.

## Биография
Окончил Ленинградский государственный институт театра, музыки и кинематографии в 1964 году.
Работал в театре города Курска в 1964—1971 гг.
В Академическом русском театре драмы имени Георгия Константинова работает с 1971 г.

### Творчество
Кулёвым сыграны роли:
- Понтий Пилат, спектакль «Царь Иудейский», К. Р.;
- Также, Фридрих Григорьевич играл в трагедии У. Шекспира «Ромео, Джульетта и другие» и комедиях.
- А. Толстой «Царь Фёдор Иоаннович» — Борис Годунов
- А. Дударев «Порог» — Буслай
- Э. Рислакки «Безобразная Эльза» — профессор Харьюла
- Д. Мамин-Сибиряк «На золотом дне» — Ширинкин
- А. Делендик «Неудобный человек» — Бондаренко
- М. Рыбаков спектакль марийского драматурга «Легенда лесного края» — Юзакче
- А. Дударев «Рядовые» — Дугин
- А. Гельман «Зинуля» — прораб
- А. Кудрявцев «Иван и Мадонна» — Фунтик
- А. Козловский «Эффект Редькина» — Бриз
- А. Дударев «Саркофаг» — шофёр
- А. Крупняков, Г. Константинов «Начало» — Ленин
- Я. Стельмах «Провинциалки» — Борис
- М. Булгаков «Танго на закате» (по пьесе «Зойкина квартира») — Портупея
- Ф. Достоевский «Идиот» — Иволгин
- У. Шекспир «Укрощение строптивой» — Гремио
- Д. Патрик «Ах, как бы нам пришить старушку!» (комедия по мотивам пьесы «Дорогая Памела») — Доктор
- Л. Устинов, О. Табаков «Белоснежка и семь гномов» — егерь
- А. Пушкин «Маленькие трагедии» — монах
- М. Макдонах «Инишмаан int.» — доктор
- А. Островский «На всякого мудреца довольно простоты» — человек Мамаева
- Б. Акунин «Чайка XXI века» (нечеховская комедия)[3] — Пётр Николаевич Сорин
- А. Николаи «Осенняя история» — Либеро Бокка
- В. Шендерович «Два ангела, четыре человека» — Нотариус
- Е. Шварц «Снежная королева» — Сказочник
- М. Бартенев «Про Иванушку-дурачка» — купец
- У. Шекспир «Ромео, Джульетта и другие» — Эскал (директор театра)
- М. Горький «На дне» — Клещ, Андрей Митрич, слесарь

## Награды
В 1990 году за большой вклад в культуру Марийского края он получил звание Заслуженного артиста Марийской ССР, а в 1998 году — Народного артиста республики.
- Памятная медаль Щепкина (1996).